# James C. Mackay
James C. Mackay (* um 1920) ist ein schottischer Badmintonspieler.

## Karriere
James Mackay wurde 1939 erstmals nationaler schottischer Meister. Neun weitere Titelgewinne folgten bis 1953. 1950 siegte er bei den Irish Open, 1952 bei den North of Scotland Championships. 1949 startete er für Schottland in der Erstauflage des Thomas-Cups.

## Sportliche Erfolge
| Saison | Veranstaltung                     | Disziplin    | Platz | Name                            |
| ------ | --------------------------------- | ------------ | ----- | ------------------------------- |
| 1939   | Schottland: Einzelmeisterschaften | Herrendoppel | 1     | James Mackay / Edward W. Wilson |
| 1948   | Schottland: Einzelmeisterschaften | Mixed        | 1     | James Mackay / C. B. Alison     |
| 1948   | Schottland: Einzelmeisterschaften | Herrendoppel | 1     | James Mackay / Edward Wilson    |
| 1949   | Schottland: Einzelmeisterschaften | Mixed        | 1     | James Mackay / C. B. Alison     |
| 1949   | Schottland: Einzelmeisterschaften | Herrendoppel | 1     | James Mackay / Edward Wilson    |
| 1950   | Irish Open                        | Mixed        | 1     | James Mackay / Nancy Horner     |
| 1950   | Schottland: Einzelmeisterschaften | Herrendoppel | 1     | James Mackay / Edward Wilson    |
| 1951   | Schottland: Einzelmeisterschaften | Mixed        | 1     | James Mackay / Nancy Horner     |
| 1952   | Schottland: Einzelmeisterschaften | Mixed        | 1     | James Mackay / J. H. McGregor   |
| 1952   | Schottland: Einzelmeisterschaften | Herrendoppel | 1     | James Mackay / J. B. Leslie     |
| 1953   | Schottland: Einzelmeisterschaften | Herrendoppel | 1     | James Mackay / Wilfred Robinson |